# Gyro-Tower

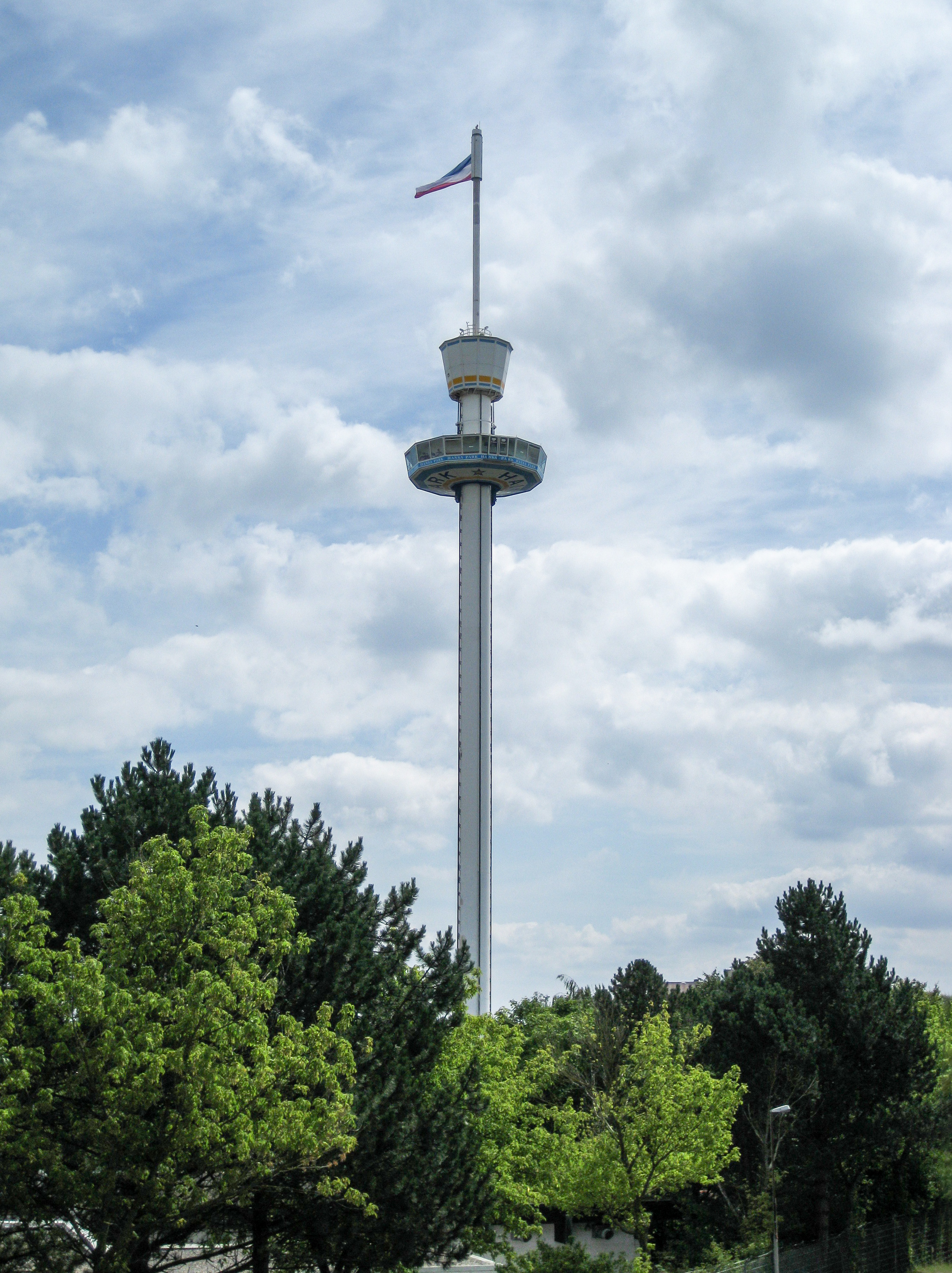
Der Holsteinturm im Hansa-Park, Sierksdorf

Ein Gyro-Tower (abgeleitet von griechisch γύρος gyros, deutsch ‚Drehung‘ und englisch tower ‚Turm‘) vereint Merkmale eines Aussichtsturmes und eines Fahrgeschäfts, bei dem eine geschlossene Kabine mit ringförmigem Grundriss langsam an einem hohen innenliegenden Stahlmast auf eine vorgegebene Aussichtshöhe emporfährt und nach einer Weile wieder bis zum Boden herunterfährt, wobei sich die Kabine während der Fahrt langsam um den Stahlmast dreht. Die Drehung der Kabine ermöglicht den Fahrgästen einen sukzessiven 360°-Blick auf die Umgebung, ohne dafür ihren Platz in der Kabine verändern zu müssen. Der Gyro-Tower ist wie das Riesenrad ein langsames Fahrgeschäft.
Gyro-Tower sind auf Volksfesten eher selten vertreten. Ein Beispiel hierfür ist der City Skyliner. Ein weiteres Beispiel hierfür war der Top of the World, der ursprünglich ein reisendes Fahrgeschäft war und heute in Freizeit-Land Geiselwind steht. Hingegen sind sie in Vergnügungsparks weit verbreitet. Ein derartiger Turm war der Holsteinturm im Hansa-Park. Ein Gyro-Tower besonderer Bauart ist die Spitze des Rotterdamer Fernsehturms Euromast, denn er ist auf den Euromast in 101 Meter Höhe aufgesetzt worden.
Ein historisches Beispiel ist die Turmbahn am Toelleturm.
Ähnliche Konstruktionen sind der Freifallturm, die Vertikalfahrt und der Topple Tower.
| Name                                   | Ort                         | Land               | Hersteller       | Gesamthöhe | Aussichtshöhe | Eröffnung | Schließung        | Fassungsvermögen |
| -------------------------------------- | --------------------------- | ------------------ | ---------------- | ---------- | ------------- | --------- | ----------------- | ---------------- |
| Top o’ Texas Tower                     | Dallas                      | Vereinigte Staaten | Intamin AG       | 152,4 m    |               | 2013      |                   | 100              |
| Panoramaturm                           | Heide Park Resort           | Deutschland        | Intamin AG       | 104 m      | 75 m          | 1985      | 2023              | 50               |
| Holsteinturm                           | Hansa-Park                  | Deutschland        | Huss Rides       | 100 m      | 61 m          | 1987      | 2022 (Abbau 2025) | 72               |
| Top of the World                       | Freizeit-Land Geiselwind    | Deutschland        | Nauta Bussink    | 95 m       | 72 m          | 1995      |                   | 132              |
| City Skyliner                          | mobil                       | Deutschland        | Mondial Rides    | 81 m       | 72 m          | 2013      |                   | 60               |
| Euro-Tower                             | Europa-Park Rust            | Deutschland        | Intamin AG       | 75 m       | ?             | 1983      |                   | 50               |
| Aussichtsturm Legoland                 | Legoland Deutschland        | Deutschland        | Intamin AG       | 60 m       | ?             | 2002      |                   | 50               |
| Turmbahn am Toelleturm (1908 versetzt) | Wuppertal / Köln-Lindenthal | Deutschland        | ?                | 50 m       | ?             | 1897 1908 |                   | ?                |
| Sky Tower                              | Attractiepark Slagharen     | Niederlande        | Schwarzkopf GmbH | 25 m       | 20 m          | 1999      |                   | ?                |